# NGC 2670
NGC 2670 (również OCL 764 lub ESO 210-SC5) – gromada otwarta znajdująca się w gwiazdozbiorze Żagla. Została odkryta 18 lutego 1836 roku przez Johna Herschela. Jest położona w odległości ok. 3,9 tys. lat świetlnych od Słońca.